# Дуинуэн

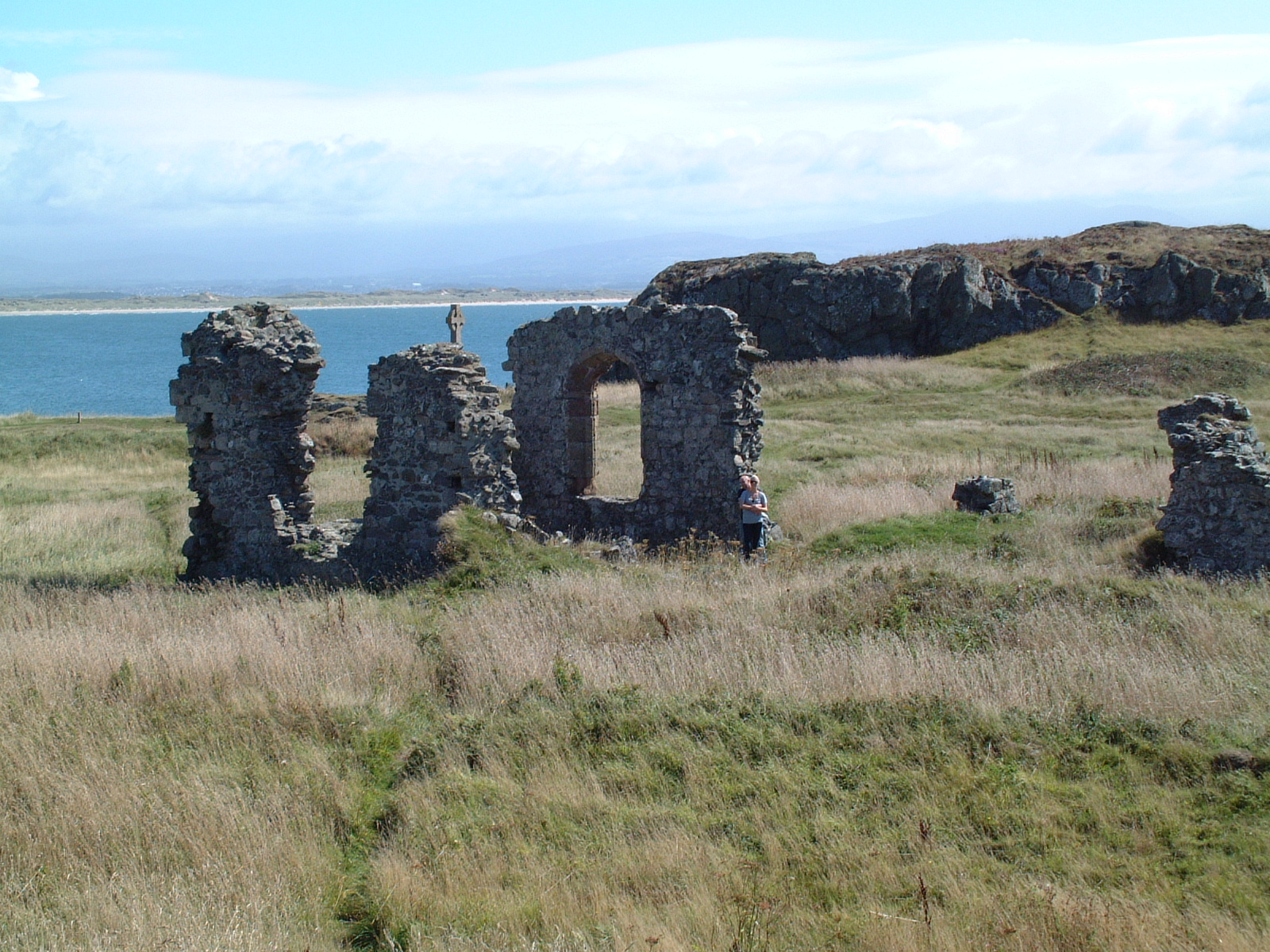
Церковь святой Дуинуэн

Дуинуэн (V век) — святая, дева валлийская, День памяти — 25 января.
Св. Дуинуэн (Dwynwen), или Дуин (Dwyn), или Донуэн (Donwen), или Донуэнна (Donwenna), по преданию,
была дочерью короля Брихана из Брекнока. Она жила в Англси (:Anglesey), и о её имени по сей день напоминают такие места, как Ллантуин (Llanddwyn) и Порттуин (Porthddwyn).
Св. Дуинуэн считается валлийской покровительницей возлюбленных, а также  больных животных.
По преданию, Дуинуэн полюбила юношу по имени Майлон (Maelon), но отвергла его домогательства. Предания существенно расходятся в дальнейшем описании событий, хотя их завершение одно и то же для всех них. Согласно одному из преданий, она была похищена Майлоном и молила о помощи. Согласно другому, она не могла выйти замуж из-за запрета со стороны отца и молила о том, чтобы забыть возлюбленного. Ангел принёс ей зелье. Майлон выпил его и обратился в лёд. Св. Дуинуэн трижды взмолилась, увидев то, что стало с Майлоном, о его вызволении.
С тех пор, по преданию, по её молитвам Господь Бог присматривает за влюблёнными.
Сама она осталась девой и удалилась в уединение на остров Инис-Лландуин  (Llanddwyn Island), что у западного берега Англси, и оставалась там отшельницей до своей кончины ок. 460 года.
Её храм в Лландуине стал важной усыпальницей в Средние века. Её святой источник, движение рыб в котором, по преданию, свидетельствует о предназначении возлюбленных, стал местом паломничества.
День св. Дуинуэн (Dydd Santes Dwynwen) празднуется 25 января. Его рассматривают как валлийский день св.Валентина, популярность которого возрастает с 1960-х годов, как день, когда люди посылают друг другу открытки, проходят концерты и вечера.